# هيو الثالث، كونت بورغندي
هيو دي شلون، كونت بورغندي (بالفرنسية: Hugues de Chalon)‏ (1266-1220)، والمعروف أيضا هيو دي بورغندي أو هوغو دي سالينس، أصبح كونت بورغندي من خلال زواجه أديلايد الأول، هو من سليل كونتات بورغندي من أسرة إيفريا، وحيث يعتبر الحفيد الأكبر-الأكبر لـ ستيفن الأول، كونت بورغندي، خلفه أبنه الأكبر أوتو دي بورغندي.